# Descamisados
Descamisados est le nom donné en Espagne, de 1820 à 1823, à la fraction la plus violente du parti démocratique ; ce mot, qui veut dire « sans chemise », répond au mot « sans-culotte » français.